# Jun Fukuda
Jun Fukuda, född 17 februari 1923 i Manchukuo, död 3 december 2000 i Setagaya i Japan, var en japansk filmregissör, som bland annat regisserat fem Godzilla-filmer.

## Filmografi (regissör)
- 1960 – Secret of the Telegian
- 1966 – Ebirah, Horror of the Deep
- 1967 – Godzillas son
- 1972 – Godzilla vs. Gigan
- 1973 – Godzilla vs. Megalon
- 1974 – Godzilla vs. Mechagodzilla
- 1977 – Planeternas krig